# Annette Leiterer
Annette Leiterer (* 18. Juni 1973 in Hamburg) ist eine deutsche Journalistin und Moderatorin. Leiterer ist seit dem 1. Februar 2023 Sprecherin des Norddeutschen Rundfunks (NDR).

## Werdegang
Leiterer studierte Publizistik, Slawistik und Politikwissenschaft an der Universität Münster. Während ihres Studiums arbeitete sie für diverse Zeitungen, ZDF, WDR und RTL in Moskau. Hilfreich war dabei die russische Sprache, die sie als Nebenfach in ihrer Schulzeit gelernt hatte. 1999 kam sie als Volontärin zum Norddeutschen Rundfunk.
Es folgten Arbeiten als Redakteurin für Panorama, NDR-aktuell und die Tagesschau, das Nachrichtenflaggschiff der ARD. Am 4. März 2002 moderierte Leiterer ihre erste Sendung Markt im NDR Fernsehen. Im Jahr 2006 präsentierte sie das Wirtschafts- und Verbrauchermagazin zum letzten Mal.
Von 2016 bis Ende 2021 war sie Redaktionsleiterin des NDR-Medienmagazins ZAPP. Danach wurde sie Prozessmanagerin im Programmbereich Gesellschaft. Seit 1. Februar 2023 ist sie Sprecherin des NDR.

### Sonstiges
Annette Leiterer ist Unterstützerin der Gleichstellungsinitiative Pro Quote.